# Fusillade de l'aéroport international de Los Angeles en 2013
La fusillade de l'aéroport international de Los Angeles en 2013 s’est produite le 1er novembre 2013, à l’aéroport international de Los Angeles à Los Angeles, en Californie, aux États-Unis.
Dans la matinée du vendredi 1er novembre 2013, à 9 h 20, un homme âgé de 23 ans au moment des faits, Paul Anthony Cianciafait irruption dans le terminal 3 de l’aéroport, vêtu d'une tenue de camouflage, il sort de son sac un fusil d’assaut, de cinq chargeurs de trente balles et de centaines de munitions supplémentaires et commence à tirer au niveau de la zone de contrôle du terminal.
Pendant toute la durée de l’attaque, Paul Ciancia a abattu un agent de la TSA. Sept autres personnes ont été blessées, dont quatre par balles, l’auteur des faits, lui, a été blessé quatre fois par balle par la police, puis transporté en ambulancevers un hôpital.
Le  6 septembre 2016, Ciancia a plaidé coupable de tous les chefs d'accusation fédéraux qui pesaient contre lui, notamment le meurtre d'un agent de la TSA et l'attaque contre des agents de la TSA. Il a été condamné à la réclusion à perpétuité sans possibilité de libération conditionnelle en janvier 2020.
Cet incident a mis en lumière l'importance de la sécurité dans les espaces publics aux États-Unis, en particulier dans les infrastructures sensibles comme les aéroports, et a eu des répercussions sur les politiques de sécurité à l'échelle nationale.

## Déroulement
Dans la matinée du vendredi  1er novembre 2013, vers9 h 20,Paul Anthony Ciancia est déposé par un colocataire en voiture à l’aéroport international de Los Angeles, prétextant vouloir se rendre au New Jersey pour rejoindre son père malade. Il se rend à pied à un point de contrôle de la Transportation Security Administration au sein du terminal 3 de l’aéroport, puis, l’homme sort d’un sac à dos un fusil d’assaut semi-automatique Smith & Wesson M&P15, en complément du fusil, Ciancia posséder à l’intérieur de son sac cinq chargeurs de trente balles chacun et des centaines de munitions supplémentaires.
Le tireur, immédiatement, vise des agents de la TSA, et ouvre le feu à bout portant l’officier Gerardo Hernandez, âge de 39 ans, ciancia a ensuite monté un escalator, mais est revenu sur ses pas pour tirer à nouveau sur Hernandez, gisant sur le sol, après l’avoir vu bouger. Le tireur ensuite a traversé le terminal en tirant deux agents de la TSA en uniforme et un passager civil. De plus, le chaos provoqué par l’évènement à causer de nombreux mouvements de foules, beaucoup de civils se sont abrités sous les escaliers dans les restaurants de l’aéroport, dans les salles de bains et les salons de première classe. D’autres se sont enfuis en passant par des portes menant à l’aérodrome, ou bien dans des issues de secours.
Le chef des pompiers de Los Angeles indiquera plus tard dans la matinée que sept personnes, dont plusieurs officiers de la TSA, avaient été blessées dans la fusillade, dont six transportées à l'hôpital. Le Ronald Reagan UCLA Medical Center, quant à lui, a précisé avoir admis trois hommes blessés dans la fusillade. L'un est dans un état critique et deux autres sont dans un état stable.